# Brachycereus nesioticus
Brachycereus nesioticus (B. L. Rob.) Backeb. – gatunek sukulenta z rodziny kaktusowatych, jedyny przedstawiciel monotypowego rodzaju Brachycereus Britton & Rose. Występuje na wyspach Galapagos.

## Systematyka
Pozycja systematyczna według APweb (aktualizowany system APG III z 2009)
Należy do rodziny kaktusowatych (Cactaceae) Juss., która jest jednym z kladów w obrębie rzędu goździkowców (Caryophyllales)  i klasy roślin okrytonasiennych. W obrębie kaktusowatych należy do plemienia Trichocereeae, podrodziny Cactoideae.
Pozycja w systemie Reveala (1993-1999)
Gromada okrytonasienne (Magnoliophyta Cronquist), podgromada Magnoliophytina Frohne & U. Jensen ex Reveal, klasa Rosopsida Batsch, podklasa goździkowe (Caryophyllidae Takht.), nadrząd  Caryophyllanae Takht.,  rząd goździkowce (Caryophyllales Perleb), podrząd Cactineae Bessey in C.K. Adams, rodzina kaktusowate (Cactaceae Juss.), rodzaj Brachycereus Britton & Rose, gatunek Brachycereus nesioticus (B. L. Rob.) Backeb. 

## Zagrożenia
Gatunek został uznany za zagrożony wyginięciem i wpisany do Czerwonej księgi gatunków zagrożonych (kategoria zagrożenia VU)